# Heterocerus rivularis
Heterocerus rivularis là một loài bọ cánh cứng trong họ Heteroceridae. Loài này được Germain miêu tả khoa học đầu tiên năm 1854.